# Marvel Studios Special Presentation Punisher
Série specials de Marvel Studios
Les Gardiens de la Galaxie : Joyeuses Fêtes
(2022)
Pour plus de détails, voir Fiche technique et Distribution.
Le Marvel Studios Special Presentation Punisher (titre toujours inconnu) est un prochain téléfilm special américain réalisé par Reinaldo Marcus Green et écrit par lui-même en collaboration avec Jon Bernthal pour le service de streaming Disney+, basé sur les personnages de Marvel Comics mettant en vedette le personnage Punisher. Il est prévu pour être le troisième Marvel Studios Special Presentation dans l'univers cinématographique Marvel (MCU), partageant une continuité avec les films et les séries télévisées de la franchise. Le spécial est produit par Marvel Studios et constitue le deuxième projet du MCU centré sur ce personnage après la série télévisée The Punisher (2017–2019), qui était produite par Marvel Television et diffusée à l'origine sur Netflix. Bernthal reprend son rôle de Frank Castle / Punisher des séries télévisées Marvel de Netflix et de la série Disney+ Daredevil: Born Again (2025–actuellement).
Après l'annulation de The Punisher en 2019, Bernthal a été choisi pour Daredevil: Born Again en mars 2023. Un spécial mettant en vedette son personnage a été envisagé pendant le tournage de la première saison de cette série, avec Bernthal et Green révélés comme travaillant sur le projet avec Marvel Studios en février 2025. Le tournage a commencé à la mi-juillet à New York. Le spécial devrait sortir en 2026, dans le cadre de la Phase 6 du MCU.

## Fiche technique
Sauf indication contraire, les informations mentionnées dans cette section peuvent être confirmées par la base de données cinématographiques IMDb,  présente dans la section « Liens externes ».
- Titre original :
- Réalisation : Reinaldo Marcus Green
- Scénario : Reinaldo Marcus Green et Jon Bernthal, d'après les personnages édités par Marvel Comics
- Musique :
- Direction artistique :
- Décors :
- Costumes :
- Casting :
- Photographie :
- Montage :
- Production déléguée : Kevin Feige, Brad Winderbaum et Louis D'Esposito
- Société de production : Marvel Studios
- Distribution : Disney+ / Disney Media Distribution
- Budget : n/a
- Pays de production :  États-Unis
- Langue d'origine : anglais
- Format : couleur
- Genres : super-héros, action
- Durée :
- Date de diffusion : 2026

## Distribution
- Jon Bernthal dans le rôle de Frank Castle / Punisher : Un justicier qui vise à combattre le monde criminel par tous les moyens nécessaires, quelles que soient les conséquences létales[1].
- Jason R. Moore (en)  : Curtis Hoyle : Un ami proche de Castle, l'une des rares personnes à savoir qu'il est vivant et ancien membre de la Force Recon, devenu le chef d'un groupe de thérapie après avoir perdu la partie inférieure de sa jambe gauche au combat[2].

De plus, Roe Rancell a été choisi pour un rôle non divulgué. Le personnage de Ma Gnucci (en), l’implacable marraine mafieuse du clan Gnucci créée par les auteurs Garth Ennis et Steve Dillon apparaîtra dans l'épisode spécial.

## Production

### Contexte
En juin 2015, Jon Bernthal a été choisi pour incarner le personnage de Marvel Comics Punisher pour la saison 2 de la série Netflix Daredevil (2015–2018), produite par Marvel Television. En avril 2016, Netflix a commandé la série dérivée The Punisher (2017–2019), avec Bernthal reprenant son rôle de Frank Castle / Punisher. Les deux séries ont été annulées à la fin du mois de février 2019, peu avant que Marvel Television ne soit intégrée à Marvel Studios, la société de production derrière les films de l'univers cinématographique Marvel (MCU),. Une série de revival sur Disney+ intitulée Daredevil: Born Again (2025–actuellement) a été annoncée par Marvel Studios en juillet 2022. Bernthal devait reprendre son rôle en mars 2023,, mais a quitté la série car il n'était pas d'accord avec la direction prise par le personnage de Castle. Après que Daredevil: Born Again ait subi une refonte créative et que l'ancien écrivain de The Punisher, Dario Scardapane (en), ait été embauché comme showrunner, Bernthal est revenu et a eu une influence sur la représentation du personnage. Il a estimé que la première saison de Daredevil: Born Again "a ouvert la porte pour se rapprocher du Frank Castle que je veux vraiment incarner".

### Développement
Pendant le tournage de la première saison de Daredevil: Born Again, Bernthal a conçu une histoire pour un spécial télévisé centré sur le Punisher,. Marvel Studios a examiné certains des écrits précédents de Bernthal et lui a ensuite demandé de présenter le spécial avant d'avancer. Brad Winderbaum, le responsable du streaming, de la télévision et de l'animation chez Marvel Studios, a révélé que le spécial était en développement sous la bannière "Marvel Studios Special Presentation" en février 2025. Reinaldo Marcus Green devait réaliser le spécial et co-écrire le scénario avec Bernthal, après avoir travaillé ensemble sur le film La Méthode Williams (2021) et la mini-série We Own This City (2022),. Winderbaum a déclaré que le personnage était très important pour Bernthal, qui selon lui avait fait du Punisher une "icône". Le spécial sera le premier travail produit basé sur l'écriture de Bernthal.

### Écriture
Winderbaum a déclaré que le Punisher était motivé par la douleur, la vengeance et la justice, et a estimé que le personnage était le plus intéressant dans les histoires qui exploraient comment sa philosophie conduit à des moyens spécifiques de rechercher la justice. Il a décrit le spécial comme "une histoire comme un coup de fusil de chasse, mais [qui] a aussi tout le pathos et l'émotion que vous voulez d'une histoire de Frank Castle". Bernthal a déclaré que le spécial serait une "version que ce personnage mérite" et non "Punisher-lite". Il a ajouté que le spécial aurait "la version viscérale, psychologiquement complexe, sans pitié, sans retenue de Frank où il va tourner le dos au public. Et rien n'est facile et toute violence a un coût, et nous allons voir ce coût. Je suis reconnaissant qu'ils me laissent aller aux endroits où je veux vraiment aller". Bernthal a fait appel à l'ancien Marine Raiders, Nick Koumalatsos, qui l'avait déjà aidé à s'entraîner pour Daredevil: Born Again, en tant que consultant pour le spécial.

### Casting
Bernthal devait reprendre son rôle de Frank Castle / Punisher dans le spécial lorsqu'il a été annoncé. En juillet 2025, des photos de tournage ont révélé que Roe Rancell faisait partie de la distribution, ainsi que Jason R. Moore reprenant son rôle de Curtis Hoyle de The Punisher.

### Tournage
Le tournage a commencé le 17 juillet 2025 à New York,, sous le titre de travail Jolly Roger. Le tournage a eu lieu dans le Queens sur Jamaica Avenue, ainsi que près du Cimetière de Green-Wood à Brooklyn. L'extérieur d'un bâtiment comportait des panneaux pour le Gnucci's Family Restaurant, considéré comme une référence à Ma Gnucci (en) et la famille criminelle Gnucci,.

## Sortie
Le spécial sera diffusé sur Disney+ en 2026 parallèlement à la deuxième saison de Daredevil: Born Again, dans le cadre de la Phase Six du MCU.